# Ramanakot
Ramanakot (nep. राम्नाकोट) – gaun wikas samiti w zachodniej części Nepalu w strefie Karnali w dystrykcie Kalikot. Według nepalskiego spisu powszechnego z 2011 roku liczył on 625 gospodarstw domowych i 3827 mieszkańców (1922 kobiety i 1905 mężczyzn).